# Kumbang Keupula
Kumbang Keupula is een bestuurslaag in het regentschap Pidie van de provincie Atjeh, Indonesië. Kumbang Keupula telt 280 inwoners (volkstelling 2010).